# Лош (округ)
Округ Лош (фр. Arrondissement de Loches) — округ у Франції, в департаменті Ендр і Луара. 2023 року округ об'єднував 112 муніципалітети, населення становило 116 592 особи.
Адміністративний центр (супрефектура) — Лош.

## Муніципалітети
Список муніципалітетів округу та їхні коди INSEE:
1. Абії (37001)
2. Азе-сюр-Ендр (37016)
3. Амбуаз (37003)
4. Ате-сюр-Шер (37008)
5. Барру (37019)
6. Бетз-ле-Шато (37026)
7. Блере (37027)
8. Больє-ле-Лош (37020)
9. Бомон-Віллаж (37023)
10. Боссе (37029)
11. Боссе-сюр-Клез (37028)
12. Бридоре (37039)
13. Бурнан (37032)
14. Буссе (37033)
15. Варенн (37265)
16. Верней-сюр-Ендр (37269)
17. Вільдомен (37275)
18. Вільдоме (37276)
19. Вільлуен-Куланже (37277)
20. Ву (37280)
21. Дам-Марі-ле-Буа (37095)
22. Декарт (37115)
23. Долю-ле-Сек (37097)
24. Драше (37098)
25. Дьєрр (37096)
26. Ев-ле-Мутьє (37103)
27. Епеньє-ле-Буа (37100)
28. Женіє (37111)
29. Ізер-сюр-Крез (37282)
30. Канже (37043)
31. Кормері (37083)
32. Кротель (37092)
33. Курсе (37085)
34. Кюссе (37094)
35. Ла-Герш (37114)
36. Ла-Круа-ан-Турен (37091)
37. Ла-Сель-Генан (37044)
38. Ла-Сель-Сент-Аван (37045)
39. Ла-Феррієр (37106)
40. Ла-Шапель-Бланш-Сен-Мартен (37057)
41. Ле-Буле (37030)
42. Ле-Гран-Прессіньї (37113)
43. Ле-Луру (37136)
44. Ле-Льєж (37127)
45. Ле-Петі-Прессіньї (37184)
46. Лез-Ерміт (37116)
47. Лігей (37130)
48. Лімре (37131)
49. Лош (37132)
50. Лоше-сюр-Ендруа (37133)
51. Луан (37134)
52. Люзіє (37141)
53. Люссо-сюр-Луар (37138)
54. Мантелан (37143)
55. Марсе-сюр-Ев (37145)
56. Мон (37161)
57. Монтодон (37155)
58. Монтрезор (37157)
59. Монтрей-ан-Турен (37158)
60. Моран (37160)
61. Музе (37162)
62. Назель-Негрон (37163)
63. Невіль-сюр-Бренн (37169)
64. Неє-ле-Льєрр (37166)
65. Неї-ле-Бриньон (37168)
66. Нуазе (37171)
67. Нуан-ле-Фонтен (37173)
68. Нузії (37175)
69. Озуе-ан-Турен (37010)
70. Орбіньї (37177)
71. Отреш (37009)
72. Перрюссон (37183)
73. Польмі (37181)
74. Посе-сюр-Сісс (37185)
75. Преї-сюр-Клез (37189)
76. Реньяк-сюр-Ендр (37192)
77. Сем (37247)
78. Сен-Жан-Сен-Жермен (37222)
79. Сен-Кантен-сюр-Ендруа (37234)
80. Сен-Лорант-ан-Гатін (37224)
81. Сен-Мартен-ле-Бо (37225)
82. Сен-Нікола-де-Моте (37229)
83. Сен-Регль (37236)
84. Сен-Сенош (37238)
85. Сен-Флов'є (37218)
86. Сеннв'єр (37246)
87. Сент-Іпполіт (37221)
88. Сент-Уан-ле-Вінь (37230)
89. Сере-ла-Ронд (37046)
90. Сівре-де-Турен (37079)
91. Сівре-сюр-Ев (37080)
92. Сігоньє (37075)
93. Сіран (37078)
94. Соне (37240)
95. Сувіньї-де-Турен (37252)
96. Сюблен (37253)
97. Токсіньї-Сен-Бо (37254)
98. Турнон-Сен-П'єрр (37259)
99. Феррієр-Ларсон (37107)
100. Феррієр-сюр-Больє (37108)
101. Франкюей (37110)
102. Шамбон (37048)
103. Шамбур-сюр-Ендр (37049)
104. Шансо-пре-Лош (37053)
105. Шарже (37060)
106. Шарнізе (37061)
107. Шато-Рено (37063)
108. Шедіньї (37066)
109. Шеміє-сюр-Ендруа (37069)
110. Шенонсо (37070)
111. Шиссо (37073)
112. Шомюссе (37064)